# ألين جيلكريست
ألين جيلكريست هو سباح كندي، ولد في 23 نوفمبر 1931.

## روابط خارجية
- ألين جيلكريست على موقع الاتحاد الدولي للسباحة (الإنجليزية)
- ألين جيلكريست على موقع SwimRankings.net (الإنجليزية)
- ألين جيلكريست على موقع اللجنة الأولمبية الدولية (الإنجليزية)
- ألين جيلكريست على موقع أوليمبيديا (الإنجليزية)
- ألين جيلكريست على موقع اتحاد ألعاب الكومنولث (مؤرشف) (الإنجليزية)